# Liste des évêques de Tréguier
Pour un article plus général, voir Ancien diocèse de Tréguier.

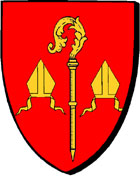
Blason des évêques de Tréguier.

L'évêché de Tréguier a été créé en 1032 mais ses évêques revendiquaient une origine en 848, date de la fondation de l'archevêché de Dol.
L'hagiographie de saint Tugdual, fondateur d'un monastère avant 555, a servi a légitimer cette revendication d'ancienneté. 
Ce monastère a été présenté au XIIe siècle comme le successeur d'un évêché gallo-romain de Lexouium ou Lexobie, dont la fondation remonterait, par un disciple de l'apôtre Philippe, à l'an 73 au Yaudet. De cette façon, les évêques de Tréguier faisaient remonter leur tradition quasiment à Jésus lui-même. Il aurait ensuite été transféré à Tréguier et sécularisé vers 848, à la mort de Gouarranus.
En réalité, le diocèse a été créé en même temps que celui de Saint Brieuc pour asseoir l'autorité de la maison de Rennes, alors qu'elle venait d'accéder au trône ducal, par l'intermédiaire de sa branche cadette, les Penthièvre.
À la Révolution, l'évêché de Tréguier est supprimé le 12 juillet 1790. Le 29 novembre 1801, son territoire est rattaché aux diocèses de Saint Brieuc et Quimper.

## Évêques deTréguier
- saint Therezien, évêque avant saint Tugdual.
- Saint-Tugdual (ou Pabutal), mort en 564 ; créateur de l'évêché et 1er évêque de Tréguier.
- saint Rivelin (ou saint Ruelin) fut selon la tradition évêque de Tréguier, peut-être de 564 à 598.
- saint Pergat (ou saint Pergad  ou  saint Pergobat) fut quelques jours élu évêque de Tréguier concurremment à saint Rivelin avant de renoncer au siège épiscopal et de se retirer dans un monastère
- Leotherius/Léothère 1er évêque mentionné par la Gallia Christiana
- Félix
- Martin
- Denys
- Gosennan
- Gratianus/Gratien
- Paul
- Soffrus
- Gouarranus

Les évêques suivant sont historiquement attestés :
- vers 1032 : Guillaume Ier
- vers 1045 : Martin
- vers 1086 : Hugues Ier de Saint-Pabutral
- vers 1110-vers 1128 : Raoul Ier
- vers 1150-vers 1175 : Guillaume II
- 1175-1179 : Ives Ier Hougnon
- 1179-vers 1220 : Geoffroi Ier Loiz
- vers 1224-vers 1237 : Étienne
- vers 1238 : Pierre Ier
- 1255-vers 1265 : Hamon
- vers 1266-vers 1271 : Alain Ier de Lezardrieu
- vers 1284 : Alain II de Bruc
- avril 1286-vers 1310 : Geoffroy II de Tournemine
- 1317-1323 : Jean Ier Rigaud
- 1324-1327 : Pierre II de l'Isle
- 1327-1330 : Ives II Le Prévôt de Bois Boëssel
- 1330-1338 : Alain III de Haïloury
- mars 1339-vers 1345 : Richard du Poirier
- vers 1354 : Robert Ier Paynel
- 1355-1358 : Hugues II de Monstrelet
- 1358-1362 : Alain IV
- 28 novembre 1362-1371 : Even Bégaignon
- 5 mai 1371-1378 : Jean II le Brun
- 1378-1383 : Thibaud de Malestroit
- 1383-1384 : Hugues III de Keroulay
- 1385-3 mai 1401 :  Pierre III Morel
- 1401-1403 :  Ives III Hirgouët
- 1403-1404 : Hugues Lestoquer, décédé en 1408
- 1404-1408 : Bernard de Peyron
- 1408-1416 : Christian de Hauterive
- 15 décembre 1417-1422 : Matthieu du Kosker
- 29 avril 1422-1430 : Jean III de Bruc
- 1430-27 août 1435 : Pierre IV Piédru (ou Predou)
- 1435-avril 1441 : Raoul Rolland
- 4 mai 1442-1453 : Jean IV de Plouec
- 16 mars 1454-23 septembre 1464 : Jean V de Coetquis
- 1464-1465 : Hugues de Coat-Trédrez
- 8 janvier 1466-décembre 1479 : Christophe II du Châtel
- 1480-1483 : cardinal Raphaël de Saint-Georges
- 1483-1502 :  Robert II Guibé
- 1502-7 mars 1505 : Jean VI de Calloët
- 22 novembre 1505-16 novembre 1537 : Antoine du Grignaux
- 14 juin 1538-1540 ou 1541 : Louis de Bourbon-Vendôme
- 1541-1544 : cardinal Hippolyte d'Este
- 1544-1545 : Jean VII de Rieux
- 8 juin 1545-1547 : François Ier de Manaz (ou de Mauny)
- 1548 (été-automne) : cardinal Jean du Bellay
- 1548-27 octobre 1566 : Jean VIII Jouvenel des Ursins
- 1566-1572 : Claude de Kernevenoy
- 1572-février 1583 : Jean-Baptiste Le Gras
- 1583-1593 : François II de La Tour
- 1593-29 octobre 1602 : Guillaume III du Halgoët
- 1602-1604 : Georges du Louët (ou Georges Louet)
- 1604-29 juillet 1616 : Adrien d'Amboise
- 1616-1619 : Pierre Cornulier
- 1620-14 septembre 1635 : Gui Champion de Cicé
- 1636-19 août 1645 : Noël des Landes
- février 1646-février 1679 : Balthasar Grangier de Liverdis (fonde le séminaire de Tréguier en 1649)
- mars 1679-avril 1686 : François-Ignace de Baglion
- avril 1686-15 mai 1694 : Eustache Le Sénéchal de Carcado (ou Kercado)
- 29 mai 1694-2 août 1731 : Olivier Jégou de Kervilio
- 25 décembre 1731-23 décembre 1745 : François-Hyacinthe de La Fruglaye de Kervers
- mars 1746-30 août 1761 : Charles-Gui Le Borgne de Kermorvan
- novembre 1761-1766 : Joseph de Cheylus
- 26 avril 1767-juillet 1773 : Jean-Marc de Royère
- juillet 1773-1775 : Jean-Augustin de Frétat de Sarra
- 6 août 1775-1780 : Jean-Baptiste-Joseph de Lubersac
- 30 avril 1780-1790 : Augustin-René-Louis Le Mintier, dernier évêque avant la suppression du siège en 1790.

## Sources
- LA GRANDE ENCYCLOPEDIE inventaire raisonné des sciences, des lettres et des arts - volume trente-et-unième, page 340 - Paris (1885-1902).
- L'ANNUAIRE PONTIFICAL, sur le site http://www.catholic-hierarchy.org, à la page
- ABBE TRESAUX, travaux - Paris - 1839.
- Gallia Christiana tome 14 (1856) sur Google Livres : province de Tours (évêchés de Le Mans, Angers, Rennes, Nantes, Vannes, Cornouailles, Léon, Tréguier, Saint-Brieuc, Saint-Malo, Dol).